# Wiehenvenator
Wiehenvenator ist eine Gattung von theropoden Dinosauriern aus der Gruppe der Megalosauridae aus dem Mittleren Jura Deutschlands. Die einzige bekannte Art ist Wiehenvenator albati.

## Entdeckung und Benennung
Die fossilen Überreste des einzigen bislang bekannten Exemplars wurden 1998 im stillgelegten Kalksandsteinbruch Pott nördlich des Gipfels der Lutternschen Egge, eines 256 m ü. NHN hohen Berges im Wiehengebirge, im Ortsteil Haddenhausen der ostwestfälischen Stadt Minden gefunden. Der Geologe Friedrich Albat entdeckte diese bei einer Routinebegehung im Auftrag des LWL-Museums für Naturkunde. Die Funde stammen aus der Ornatenton-Formation in der Norddeutschen Dogger-Gruppe und werden auf das mittlere Callovium datiert.
Der Öffentlichkeit wurde der Dinosaurier im November 1999 durch einen Artikel in der Zeitschrift National Geographic Deutschland als Monster von Minden bekannt. Der Fund erzeugte ein breites Presseecho. Infolgedessen wurde der Theropode zunächst unter der von der Zeitschrift verwendeten Bezeichnung bekannt.
Im Jahr 2015 veröffentlichten Oliver Rauhut, Tom Hübner und Klaus-Peter Lanser, dass es sich bei dem Fund um eine bislang unbekannte Art eines Megalosauriden handelt. Im darauffolgenden Jahr lieferten sie die Erstbeschreibung der Gattung Wiehenvenator und der Art Wiehenvenator albati. Mit dem Artnamen ehren die Autoren den Entdecker der Fossilien.

## Beschreibung

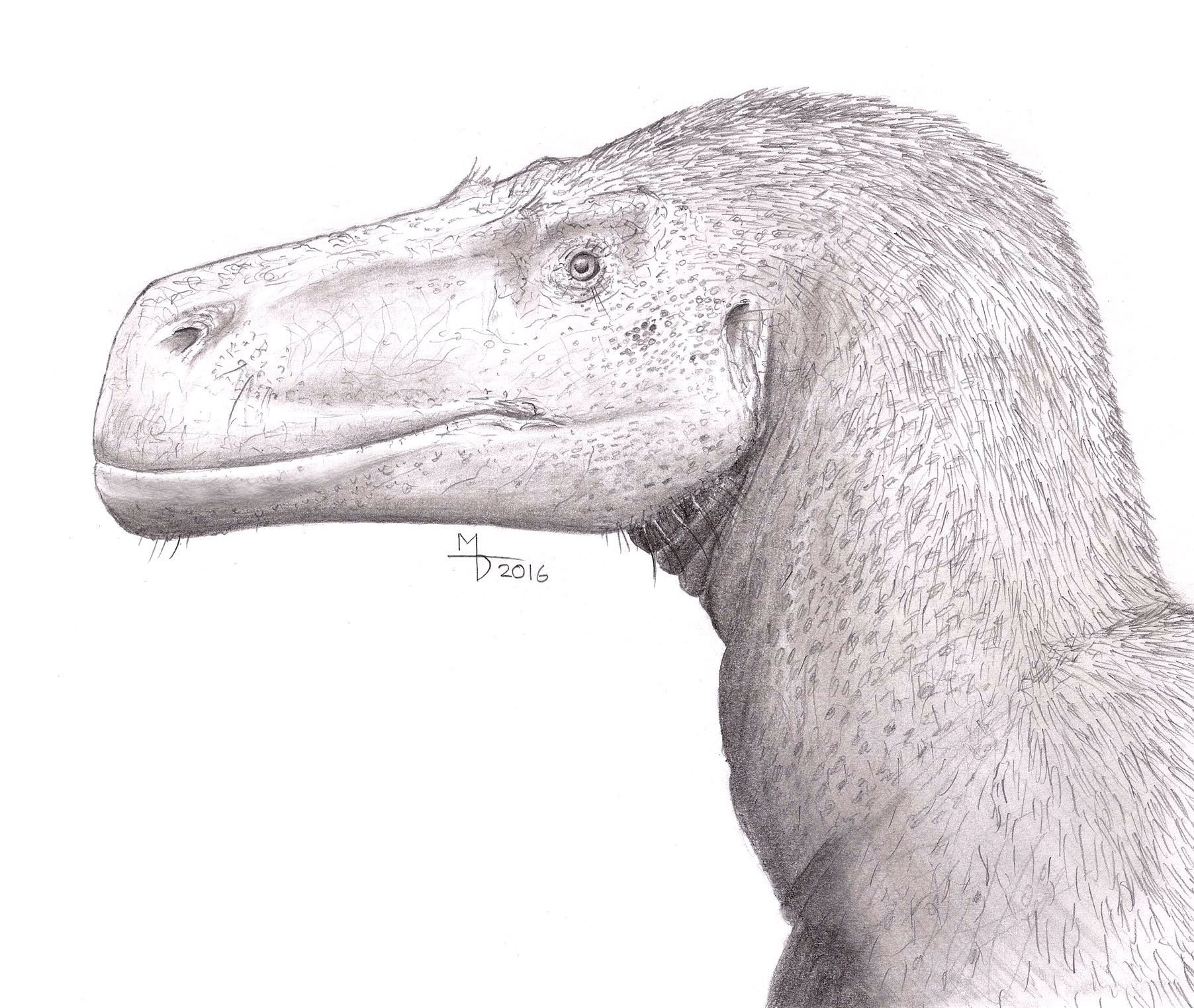
Zeichnerische Rekonstruktion des Kopfes von Wiehenvenator

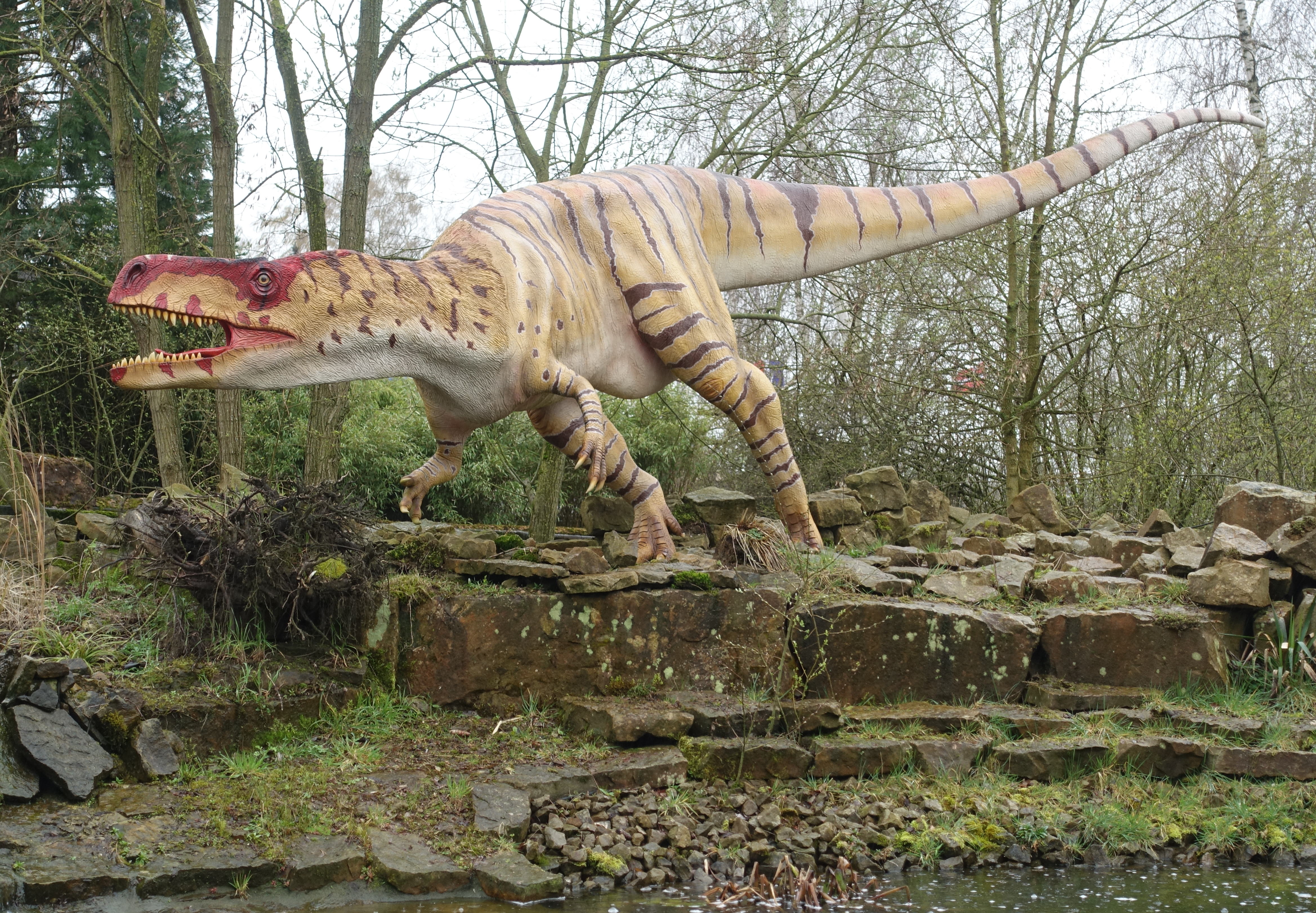
Hypothetische Lebendrekonstruktion Im Saurierpark Müncherhagen

Die Fossilien umfassen unter anderem einen Oberkiefer, ein Zwischenkieferbein, zwei Schwanzwirbel, einen Zahn, Rippenfragmente sowie eine komplette Rippe.
Dem Artikel aus der National Geographic zufolge ist eine vollständige Rippe eineinhalbmal so groß wie die eines Allosaurus, der Zahn soll mit Wurzel eine Länge von etwa 30 Zentimetern haben. Dies führte zu der anfänglichen Annahme, dass das Tier etwa 15 Meter lang gewesen sei, womit es der bislang größte in Europa gefundene Theropode gewesen wäre.
Der komplette Schädel war nach Mickey Mortimer ungefähr einen Meter lang, die Gesamtlänge des Individuums gibt sie dagegen mit sieben bis acht Metern an. Nach Rauhut et al. war das bekannte Exemplar am ehesten ein großes noch nicht voll ausgewachsenes Tier mit einer Länge von acht bis neun Metern, basierend auf Vergleichen mit dem nah verwandten Torvosaurus. Damit stellt er den größten bisher in Mitteleuropa entdeckten Theropoden dar.

## Sonstiges
Die präparierten Funde sind heute im LWL-Museum für Naturkunde in Münster für die Öffentlichkeit zugänglich. Im Rahmen der Dauerausstellung „Dinosaurier – Die Urzeit lebt!“ werden neben den originalen Überresten auch eine Rekonstruktion der Fundsituation und ein lebensgroßes statisches Modell präsentiert.